# Список судинних рослин України — шорстколистоцвіті
Список місцевих рослин України з порядку шорстколистоцвіті є продовженням Списку судинних рослин України. Шорстколистоцвіті (Boraginales) в рідній флорі України представлені лише родиною шорстколисті (Boraginaceae).

### Місцеві шорстколистоцвіті (Boraginales)
| №  | Вид | Розповсюдження в Україні | Джерело інформації | Родина                    | Зображення |
| -- | --- | --- | ------------------ | ------------------------- | ---------- |
| 1  | Горобейниця пурпурово-синя Aegonychon purpurocaeruleum (L.) Holub, syn. Lithospermum purpurocaeruleum L.                                                                 | У світлих лісах, серед чагарників, на сухих відкритих і засмічених місцях уздовж доріг, на полях — на всій території зазвичай; у Карпатах до підніжжя гір; у Криму в усіх гірських районах до яйл включно                                                       | [ 2 ]              | Шорстколисті Boraginaceae |            |
| 2  | Воловик польовий Anchusa arvensis (L.) M.Bieb., syn. Lycopsis arvensis L., у т. ч. Lycopsis orientalis L.                                                                | У лісових районах, рідше Лісостепу, звичайно | [ 3 ]              | …                         |            |
| 3  | Воловик темно-блакитний Anchusa azurea Mill., у т. ч. Anchusa italica Retz.                                                                                              | У засмічених місцях — у Лісостепу і Степу, найбільше в пд.-зх. ч., але також на сході (Луганська, Донецька області); в лісових районах рідко; як заносне (Закарпатська обл., Ужгородський р-н, с. Оніковці; Береговський р-н, «Лупсієвські пагорби»); у Криму   | …                  | …                         |            |
| 4  | Воловик дрібненький Anchusa pusilla Guşul. | На приморських пісках і черепашниках, рідше на степових схилах — у Криму, на Керченському півострові, б.-м. звичайно | …                  | …                         |            |
| 5  | Воловик довгостовпчиковий Anchusa stylosa M.Bieb. | На сухих кам'янистих схилах і в засмічених місцях — у півд. ч. Степу, зрідка (Херсонська обл., Бериславський р-н, м. Берислав, с. Львове, с. Миколаївка; Генічеський р-н, о. Куюк-Тук, схили до Сивашу); у Криму                                                | …                  | …                         |            |
| 6  | Воловик фессалійський Anchusa thessala Boiss. & Spruner | На кам'янистих степових схилах, прибережних дюнах, у засмічених місцях — у Криму, на Керченському півострові та в передгір'ях (ок. Феодосії), рідко | …                  | …                         |            |
| 7  | Воловик Ґмеліна Anchusa gmelinii Ledeb. | На відкритих і борових пісках, піщаних дюнах (кучугурах) — у Лісостепу (пд. ч.) і Степу, б.-м. зазвичай; на Поліссі, зрідка (ок. Києва) | [ 4 ]              | …                         |            |
| 8  | Воловик тонколистий Anchusa leptophylla Roem. & Schult. | На степових і кам'янистих схилах, біля доріг — у Криму | …                  | …                         |            |
| 9  | Воловик лікарський Anchusa officinalis L. | Біля доріг, у засмічених і піщаних місцях, на полях — у лісових районах і Лісостепу, звичайно, заноситься на Полісся та в Степ | …                  | …                         |            |
| 10 | Воловик ясно-жовтий Anchusa ochroleuca M.Bieb., syn. Anchusa popovii (Guşul.) Dobrocz.                                                                                   | На сипучих пісках — передусім басейні Сів. Дінця (Харківщина та Луганщина), зрідка у Сумській та Дніпропетровській областях, на заході доходить до Дніпра (Київська обл., смт Димер, м. Біла Церква, ок. Києва)                                                 | …                  | …                         |            |
| 11 | Воловик високий Anchusa procera Besser ex Link | На степах, степових схилах і відслоненнях, у піщаних і засмічених місцях — переважно в Лісостепу і Степу, зрідка в півд. ч. Полісся і прикарпатських лісах | …                  | …                         |            |
| 12 | Воловик несправжньо-ясно-жовтий Anchusa pseudoochroleuca Des.-Shost. | На вапнякових і степових схилах — у пд.-зх. ч. Лісостепу та Степу, передусім по Дністру та Пруту (Закарпатська обл., ок. Ужгорода; Чернівецька, Хмельницька, Одеська, Миколаївська області)                                                                     | …                  | …                         |            |
| 13 | Гостриця лежача Asperugo procumbens L. | У бур'янистих місцях — на всій території, звичайно | [ 5 ]              | …                         |            |
| 14 | Горобине насіння польове Buglossoides arvensis (L.) I.M.Johnst., у т. ч. Buglossoides sibthorpiana (Griseb.) Czerep.                                                     | На пасовищах, пустирях, покладах як бур'ян на полях, у садах — на всій території звичайно | [ 6 ]              | …                         |            |
| 15 | Горобине насіння Черняєва Buglossoides czernjajevii (Klokov & Des.-Shost.) Czerep.                                                                                       | На борових і приморських пісках — у Лісостепу і Степу (переважно в пд.-сх. ч.) часто; на Поліссі зрідка (ок. Києва) | …                  | …                         |            |
| 16 | Горобине насіння тонкоцвіте Buglossoides tenuiflora (L.f.) I.M.Johnst.                                                                                                   | У степах і на кам'янистих схилах — на ПБК, рідко (ок. Ялти) | …                  | …                         |            |
| 17 | Вощанка мала Cerinthe minor L. | У кам'янистих місцях, схилах, серед посівів — у Прикарпатті, Розточчя-Опольських лісах, на Поліссі, зрідка; у Лісостепу, Степу та в Криму, звичайно | [ 7 ]              | …                         |            |
| 18 | Cynoglossum montanum L. | ? | [ 8 ]              | …                         |            |
| 19 | Чорнокорінь темножилкуватий Cynoglossum creticum Mill. | У засмічених місцях, уздовж доріг, на залізничних насипах — зрідка в півд. ч. Правобережного Степу (гирло Дністра, Пд. Бугу і Дніпра) і б.-м. зазвичай в Криму                                                                                                  | [ 9 ]              | …                         |            |
| 20 | Чорнокорінь німецький Cynoglossum germanicum Jacq. | У лісах, переважно букових, гірських схилах, на кам'янистих ґрунтах — у гірських районах Криму, прилеглих до ПБК, звичайно | …                  | …                         |            |
| 21 | Чорнокорінь лікарський Cynoglossum officinale L. | Уздовж доріг, на полях, по засмічених місцях, біля житла — на всій території, звичайно, за винятком Криму, де рідко | …                  | …                         |            |
| 22 | Cynoglottis barrelieri (All.) Vural & Kit Tan, syn. Anchusa barrelieri (All.) Vitman                                                                                     | У вапнякових і кам'янистих місцях, серед чагарників — зрідка в Карпатах і Прикарпатті та б.-м. часто в Опільських лісах, а також західному та Правобережному Лісостепу                                                                                          | [ 3 ]              | …                         |            |
| 23 | Синяк італійський Echium italicum L., у т. ч. Echium biebersteinii (Lacaita) Dobrocz.                                                                                    | У сухих кам'янистих місцях, на пустирях і як бур'ян біля доріг — зрідка на пд.-зх. ч. Лісостепу (Одеська обл., ок. м. Балти; Червоноокнянський р-н, с. Флора), б.-м. звичайно у Степу та по всьому Криму, крім Тарханкутського півострова та яйли               | [ 10 ]             | …                         |            |
| 24 | Синяк подорожниковий Echium plantagineum L. | Крим | …                  | …                         |            |
| 25 | Синяк звичайний Echium vulgare L. | На сухих степових схилах, пустирях, сухих луках і як бур'ян — на всій території | …                  | …                         |            |
| 26 | Незабудочник низький Eritrichium nanum (L.) Gaudin | У тріщинах скель високогірного поясу — в Українських Карпатах | [ 11 ]             | …                         |            |
| 27 | Липучник похилений Hackelia deflexa (Wahlenb.) Opiz, syn. Lappula deflexa (Wahlenb.) Garcke                                                                              | У затінених кам'янистих місцях — дуже рідко в Опільських лісах (Тернопільська обл., ок. м. Кременця), 3. Полісся (ок. м. Житомира) та Лісостепу (Хмельницька та Кіровоградська області)                                                                         | [ 11 ]             | …                         |            |
| 28 | Геліотроп зрадливий Heliotropium dolosum De Not. | На приморських пісках, берегах лиманів — у півд. ч. Степу і Криму, нерідко; в Лісостепу лише як занесена (околиці Харкова) | [ 12 ]             | …                         |            |
| 29 | Геліотроп еліптичний Heliotropium ellipticum Ledeb. | На приморських і річкових пісках — у півд. ч. Степу, б.-м. зазвичай; у Лісостепу, рідко, як занесення (окр. Харкова, Мерефи) | …                  | …                         |            |
| 30 | Геліотроп Стевена Heliotropium stevenianum Andrz. | У засмічених місцях, на полях — у Степу, часто; Лісостепу, зрідка (по Дністру, в ок. Білої Церкви); у Криму | …                  | …                         |            |
| 31 | Геліотроп запашний Heliotropium suaveolens M.Bieb., у т. ч. Heliotropium intermedium Andrz.                                                                              | На кам'янистих схилах — у Криму, рідше в Донецькій обл. (Волноваха, Маріуполь), Запорізькій обл. (Бердянськ, Мелітополь) | …                  | …                         |            |
| 32 | Геліотроп звичайний Heliotropium europaeum L., syn. Heliotropium subcanescens Steven                                                                                     | ? | [ 13 ]             | …                         |            |
| 33 | Побережниця сибірська Heliotropium sibiricum (L.) J.I.M.Melo, syn. Argusia sibirica (L.) Dandy, Tournefortia sibirica L.                                                 | На приморських берегах, у солонцюватих і засолених піщаних місцях на берегах Дунаю, Дністра, Дніпра, Сів. Дінця та їхніх приток — у Степу і півд. ч. Лісостепу, звичайно; на Поліссі, рідко, як занесення по залізниці (Київ — Ірпінь, Харків — Мерефа)         | [ 3 ]              | …                         |            |
| 34 | Липучка борідчаста Lappula barbata (M.Bieb.) Gürke | У степах, на крейдяних та вапнякових оголеннях, по кам'янистих схилах і скелях, засмічених місцях — у Лівобережних Лісостепу, Степу та Криму, б.-м. звичайно | [ 11 ]             | …                         |            |
| 35 | Lappula heteracantha (Ledeb.) Gürke, syn. Lappula semicincta (Steven) Popov                                                                                              | На кам'янистих оголеннях — зрідка на Прикарпатті (схили до р. Черемош), західному Лісостепу (Дністром і Смотричем), на Опіллі, у Правобережному Степу, Кримському Степу, а також на ПБК (м. Ялта, смт Масандра)                                                 | …                  | …                         |            |
| 36 | Липучка звичайна Lappula squarrosa (Retz.) Dumort., syn. Lappula consanguinea (Fisch. & C.A.Mey.) Gürke                                                                  | У засмічених і кам'янистих місцях, біля доріг — на всій території звичайний | …                  | …                         |            |
| 37 | Липучка розлога Lappula patula (Lehm.) Menyh. | У кам'янистих, засмічених місцях, глинистих схилах — у Степу і півд. ч. Лісостепу, зазвичай; у Криму, часто; на Поліссі, дуже рідко (Київська обл., ок. м. Фастова; ок. Києва)                                                                                  | …                  | …                         |            |
| 38 | Горобейник лікарський Lithospermum officinale L. | У світлих лісах, серед чагарників, на сухих відкритих і засмічених місцях уздовж доріг, на полях — на всій території звичайний; у Карпатах до підніжжя гір; в Криму в усіх гірських районах до яйл включно                                                      | [ 2 ]              | …                         |            |
| 39 | Memoremea scorpioides (Haenke) A.Otero, Jim.Mejías, Valcárcel & P.Vargas, syn. Omphalodes scorpioides (Haenke) Schrank                                                   | У лісах, у вологих затінених місцях — у Лісостепу (частіше на Правобережжі) і пн. ч. Степу, розсіяно; у лісовій зоні (Закарпатська, Львівська та Київська області), рідше                                                                                       | [ 5 ]              | …                         |            |
| 40 | Громівець блакитний Moltkia coerulea (Willd.) Lehm. | На кам'янистих і сухих вапнякових схилах і приморських урвищах — у Криму, рідко (Феодосійська міськрада, ок. с. Лагерного) | [ 7 ]              | …                         |            |
| 41 | Незабудька альпійська Myosotis alpestris F.W.Schmidt | На скелях, кам'янистих схилах — у субальпійському та альпійському поясах Карпат | [ 14 ]             | …                         |            |
| 42 | Незабудька потовщена Myosotis incrassata Guss. | На кам'янистих схилах і морським узбережжям — у Криму, переважно на ПБК і в передгір'ях (на горі Агармиш) | …                  | …                         |            |
| 43 | Незабудька горобейниколиста Myosotis lithospermifolia (Willd.) Hornem.                                                                                                   | На гірських луках — у Криму на яйлах, але іноді опускається до верхньої межі лісового поясу, нерідко | …                  | …                         |            |
| 44 | Незабудька узбережна Myosotis litoralis Steven ex M.Bieb. | На прибережних схилах до моря — у Криму, рідко; переважно у передгір'ях та на ПБК (с. Старий Крим, м. Севастополь, м. Балаклава, смт Сімеїз, смт Судак) | …                  | …                         |            |
| 45 | Незабудька Людмили Myosotis ludomilae Zaver. | На крейдяних та вапнякових оголеннях — зрідка у 3. Лісостепу (Тернопільська обл., Кременецький р-н, села Жолоба, Веселівка, м. Страхова; Шумський р-н, с. Сураж)                                                                                                | …                  | …                         |            |
| 46 | Незабудька гайова Myosotis nemorosa Besser | У тінистих лісах, заболочених місцях — зрідка в лісах Карпат, Опіллі, частіше в Поліссі та Лісостепу | …                  | …                         |            |
| 47 | Незабудька Попова Myosotis popovii Dobrocz. | У степах, на узліссях лісів — у Лісостепу і Степу, б.-м. зазвичай, зрідка в півд. ч. Полісся і Криму (передгір'я) | …                  | …                         |            |
| 48 | Незабудька відігнута Myosotis refracta Boiss. | На скелястих схилах нижнього поясу Кримських гір, рідко — на Керченському півострові (гора Опук) та ПБК (ок. смт Судака) | …                  | …                         |            |
| 49 | Незабудька вузьколиста Myosotis stenophylla Knaf | По скелях та степових схилах, переважно вапняковим — у зх. ч. Прикарпаття (Тернопільська та Івано-Франківська області) | …                  | …                         |            |
| 50 | Незабудька лісова Myosotis sylvatica Ehrh. ex Hoffm. | У лісах, узліссях, серед чагарників — у лісах Закарпаття та Прикарпаття; зрідка в Лісостепу (Київська обл., м. Біла Церква) | …                  | …                         |            |
| 51 | Незабудька польова Myosotis arvensis (L.) Hill | На степових і лугово-степових схилах, полях, покладах, пустирях, серед чагарників, у гаях — на всій території, звичайно | [ 11 ]             | …                         |            |
| 52 | Незабудька різнобарвна Myosotis arvensis (L.) Hill | На луках, на полях — зрідка в західних частинах лісових і лісостепових районів, на схід до Києва | …                  | …                         |            |
| 53 | Незабудька гілляста Myosotis ramosissima Rochel ex Schult. | На сухих степових схилах, у світлих лісах, на узліссях, лугах, полях, біля доріг — на всій території, розсіяно | …                  | …                         |            |
| 54 | Незабудька рідкоцвіта Myosotis sparsiflora J.C.Mikan ex Pohl | У лісах, серед чагарників і як бур'ян — майже на всій території; у Криму в верхньому гірському поясі південного схилу при підйомі на яйлу, рідко | …                  | …                         |            |
| 55 | Незабудька дрібноцвіта Myosotis stricta Link ex Roem. & Schult. | На сухих відкритих, переважно піщаних, місцях, лісових галявинах і серед чагарників — на всій території, звичайно | …                  | …                         |            |
| 56 | Незабудька українська Myosotis ucrainica Czern. | На узліссях листяних лісів — в півд. ч. Лісостепу і пн. ч. Степу, зрідка | …                  | …                         |            |
| 57 | Незабудька розлога Myosotis laxa Lehm., syn. Myosotis caespitosa Schultz                                                                                                 | На вологих луках, сирих заболочених місцях, на берегах водойм — на всій території, звичайно; але на півдні рідше; у Криму в поясі букового лісу, зрідка | [ 15 ]             | …                         |            |
| 58 | Незабудька литовська Myosotis lithuanica (Schmalh.) Besser ex Dobrocz.                                                                                                   | Болотами і заливними луками — зрідка на Поліссі (Рівненська обл., Рівненський р-н, с. Руда-Красна, заплава р. Путилівка; Київська обл., ок. Києва біля Почайни, Броварський р-н, біля «Рибного озера»; Києво-Святошинський р-н, с. Пірнове)                     | …                  | …                         |            |
| 59 | Незабудька болотяна Myosotis scorpioides L. | На болотах, вологих луках, берегах водойм — в Опольських лісах, на Поліссі, у Лісостепу та пн. частині Степу — звичайна рослина; на півдні Степу — рідше | …                  | …                         |            |
| 60 | Myosotis decumbens Host | ? | [ 16 ]             | …                         |            |
| 61 | Горобейничок південний Neatostema apulum (L.) I.M.Johnst. | На сухих кам'янистих схилах — зрідка на ПБК від смт Симеїзу до м. Алушти | [ 17 ]             | …                         |            |
| 62 | Nonea echioides (L.) Roem. & Schult., syn. Nonea ventricosa (Sm.) Griseb.                                                                                                | На кам'янистих місцях і полях як бур'ян — у Криму на Тарханкутському півострові, в передгір'ях (Севастополь, Феодосія), ПБК (смт Планерське) | [ 3 ]              | …                         |            |
| 63 | Куряча сліпота жовта Nonea lutea (Desr.) DC. | На степових схилах, засмічених місцях — зрідка на сході Лісостепу (Харківська й Луганська області) і на півдні Степу (Одеська, Херсонська, Донецька області) | …                  | …                         |            |
| 64 | Куряча сліпота звичайна Nonea pulla (L.) DC., у т. ч. Nonea rossica Steven, Nonea taurica (Ledeb.) Ledeb.                                                                | На глинистих, вапняково-кам'янистих схилах і по засмічених місцях — в пд.-зх. і лісових районах, Лісостепу і Степу; в Криму рідко (околиці Сімферополя) | …                  | …                         |            |
| 65 | Куряча сліпота бліда Nonea pallens Petrovič | На вапняково-кам'янистих схилах — у Правобережному Степу (Херсонська обл., Бериславський р-н, с. Качкарівка) | [ 18 ]             | …                         |            |
| 66 | Громовик пісковий Onosma arenaria Waldst. & Kit., syn. Onosma graniticola Klokov                                                                                         | На гранітах — у Правобережному Степу, зрідка (Миколаївська обл., Доманівський р-н). У ЧКУ має статус «зникаючий» | [ 7 ]              | …                         |            |
| 67 | Громовик дніпровський Onosma borysthenica Klokov | На річкових і приморських пісках — у південній частині Степу від гирла Дунаю до коси Обіточної (Запорізька область) | …                  | …                         |            |
| 68 | Onosma cinerea Schreb.,syn. Onosma taurica Pall. ex Willd. | На кам'янистих схилах та осипах — у Криму, зрідка також у 3. Лісостепу (Хмельницька обл., Кам'янець-Подільський р-н, с. Велика Слобідка, схили над Дністром) | …                  | …                         |            |
| 69 | Громовик Візіяні Onosma visianii Clementi, syn. Onosma lipskyi Klokov, Onosma macrochaeta Klokov & Dobrocz.                                                              | У полинових степах, на кам'янистих схилах — у Криму (Присивашшя, Керченський півострів), ПБК — на схід від Алушти | …                  | …                         |            |
| 70 | Громовик жорсткий Onosma rigida Ledeb. | На кам'янистих, вапнякових схилах, по глинистих місцях — у Степу, на крайньому південному заході (Одеська обл. — ок. Одеси, м. Кілія), та у Криму | …                  | …                         |            |
| 71 | Громовик різнобарвний Onosma polychroma Klokov | У степах — у причорноморських та приазовських районах Херсонської обл. (Чаплинський та Генічеський р-ни), басейні Сів. Донця (на крейдах у Ворошиловградській та Донецькій областях) та у Приазов'ї (річками Кринка, Волноваха)                                 | [ 6 ]              | …                         |            |
| 72 | Громовик ряснолистий Onosma polyphylla Ledeb. | На кам'янистих схилах та скелях; переважно на вапнякових породах, іноді у світлих лісах — у Криму, переважно в передгір'ях, на ПБК, звичайно. У ЧКУ має статус «вразливий»                                                                                      | …                  | …                         |            |
| 73 | Громовик простий Onosma simplicissima L., syn. Onosma tanaitica Klokov                                                                                                   | На крейдяних відслоненнях — у басейні Сіверського Дінця і в Приазов'ї (по річках Кринка, Волноваха, Дон). У ЧКУ має статус «неоцінений» | …                  | …                         |            |
| 74 | Громовик фарбувальний Onosma tinctoria M.Bieb., у т. ч. Onosma pseudotinctoria Klokov, Onosma subtinctoria Klokov                                                        | У степах | [ 19 ]             | …                         |            |
| 75 | Pontechium maculatum (L.) Böhle & Hilger, syn. Echium popovii Dobrocz.                                                                                                   | На степових схилах, лісових галявинах, перелогах, сухих луках — північні степові, лісостепові та частково південні лісові райони | [ 10 ]             | …                         |            |
| 76 | Медунка вузьколиста Pulmonaria angustifolia L. | У листяних та соснових лісах, серед чагарників, на піщаних ґрунтах — переважно у лісових районах та Лісостепу, рідше у Степу | [ 15 ]             | …                         |            |
| 77 | Медунка м'яка Pulmonaria mollis J.F.Wolff ex Hornem. | У лісах, переважно дубово-грабових, на узліссях — у Карпатах, лісових та лісостепових районах Правобережжя, б.-м. звичайно; у Степу, зрідка (Кіровоградська обл., Добровеличківський р-н, ліс біля с. Піщаного Брода)                                           | …                  | …                         |            |
| 78 | Медунка темна Pulmonaria obscura Dumort. | По лісах, переважно букових та дубово-грабових, серед чагарників — у лісових районах та Лісостепу, зазвичай; у Степу, рідше; у Криму — у лісах зх. ч. передгір'їв та гір, а також на Айпетринській яйлі                                                         | …                  | …                         |            |
| 79 | Медунка лікарська Pulmonaria officinalis L. | По лісах серед чагарників може зустрітися на крайньому заході | …                  | …                         |            |
| 80 | Медунка червона Pulmonaria rubra Schott, у т. ч. Pulmonaria filarszkyana Jáv.                                                                                            | По гірських лісах — у Карпатах (Закарпатська та Івано-Франківська області) та Передкарпатті (Львівська обл., міста Самбір, Стрий, Сколе) | …                  | …                         |            |
| 81 | Чередник чотириостюковий Rindera tetraspis Pall. | У степах, на степових кам'янистих схилах — у південній частині Степу зрідка; у Криму — поблизу Керчі (Такіль-Бурун) | [ 5 ]              | …                         |            |
| 82 | Чередник парасольковий Rindera umbellata (Waldst. & Kit.) Gürke | На степових схилах, піщаних місцях — у південно-західній частині Степу, зрідка (Одеська область, околиці міста Болграда; Тарутинський район, село Лісне) | …                  | …                         |            |
| 83 | Щетинниця зігнута Rochelia retorta (Pall.) Lipsky | На кам'янистих та щебенистих схилах, піщаних, сухих степових та глинистих місцях, іноді як бур'ян — у Правобережній (ок. Вінниці) та Донецькій (Ворошиловградська обл., Свердловський р-н, Провальський степ) Лісостепу, б.-м. зазвичай у пд. ч. Степу та Криму | [ 5 ]              | …                         |            |
| 84 | Трубкоцвіт сумнівний Solenanthus dubius Fisch. & C.A.Mey., syn. Solenanthus biebersteinii DC.                                                                            | У тінистих лісах, серед чагарників, на полях — у Криму у верхньому гірському поясі, рідко (заповідно-мисливське господарство в Алуштинському р-ні), а також на ПБК між Сонячногірськом та Червонопещерним («Казик-Коба»). У ЧКУ має статус «рідкісний»          | [ 20 ]             | …                         |            |
| 85 | Живокіст лікарський Symphytum officinale L., у т. ч. Symphytum besseri Zaver., Symphytum bohemicum F.W.Schmidt, Symphytum peregrinum Ledeb., Symphytum tanaicense Steven | На вологих луках, берегах річок — Лісостеп, Степ, лісова зона (крім крайнього півдня), зазвичай; у Криму, рідко (у верхньому гірському поясі — заповідно-мисливське господарство), та на ПБК (дуже рідко в ок. Нікітського ботанічного саду)                    | [ 10 ]             | …                         |            |
| 86 | Живокіст кавказький Symphytum caucasicum M.Bieb. | На узліссях кримських лісових районів та яйл, здичавіло — у Криму, рідко (Ялтинський р-н, ок. с. Микити) | …                  | …                         |            |
| 87 | Живокіст серцелистий Symphytum cordatum Waldst. & Kit. ex Willd. | У широколистяних, переважно букових, рідше ялинових лісах — у Карпатах, Прикарпатті, часто; у пд-зх. ч. Лісостепу, зрідка (Житомирська обл.; Новоград-Волинський; Дзержинський р-н, с. Миропіль)                                                                | [ 4 ]              | …                         |            |
| 88 | Живокіст східний Symphytum orientale L. | У листяних лісах, вологих місцях — у пд.-зх. ч. Лісостепу і Степу, рідко (Чернівецька обл., Хотинський р-н, Рашків; ок. Одеси) | …                  | …                         |            |
| 89 | Живокіст бульбистий Symphytum tuberosum L., у т. ч. Symphytum popovii Dobrocz.                                                                                           | У гірських листяних лісах, серед чагарників — у східних Карпатах (Закарпатська і частково Чернівецька області) | …                  | …                         |            |
| 90 | Живокіст кримський Symphytum tauricum Willd. | У світлих лісах, серед чагарників, на затінених схилах балок — у Лісостепу (пд.-зх. ч.), Степу (переважно сх. ч.) і Криму | …                  | …                         |            |